# Chris DeWolfe
Chris DeWolfe (ur. 1966 w Portland) – amerykański informatyk, jeden z twórców (wspólnie z Tomem Andersonem) serwisu społecznościowego MySpace.